# Jordan Spence
Jordan James Spence (ur. 24 maja 1990 w Woodford w Anglii) – angielski piłkarz. Gra na pozycji obrońcy.

## Kariera klubowa
W roku 2004 Spence dołączył do angielskiego klubu West Ham United. W kwietniu 2006 roku podpisał kontrakt jako gracz młodzieżówki klubu. Zadebiutował w pierwszym miesiącu pobytu w klubie. Był on także kapitanem młodzieżowej reprezentacji Anglii.

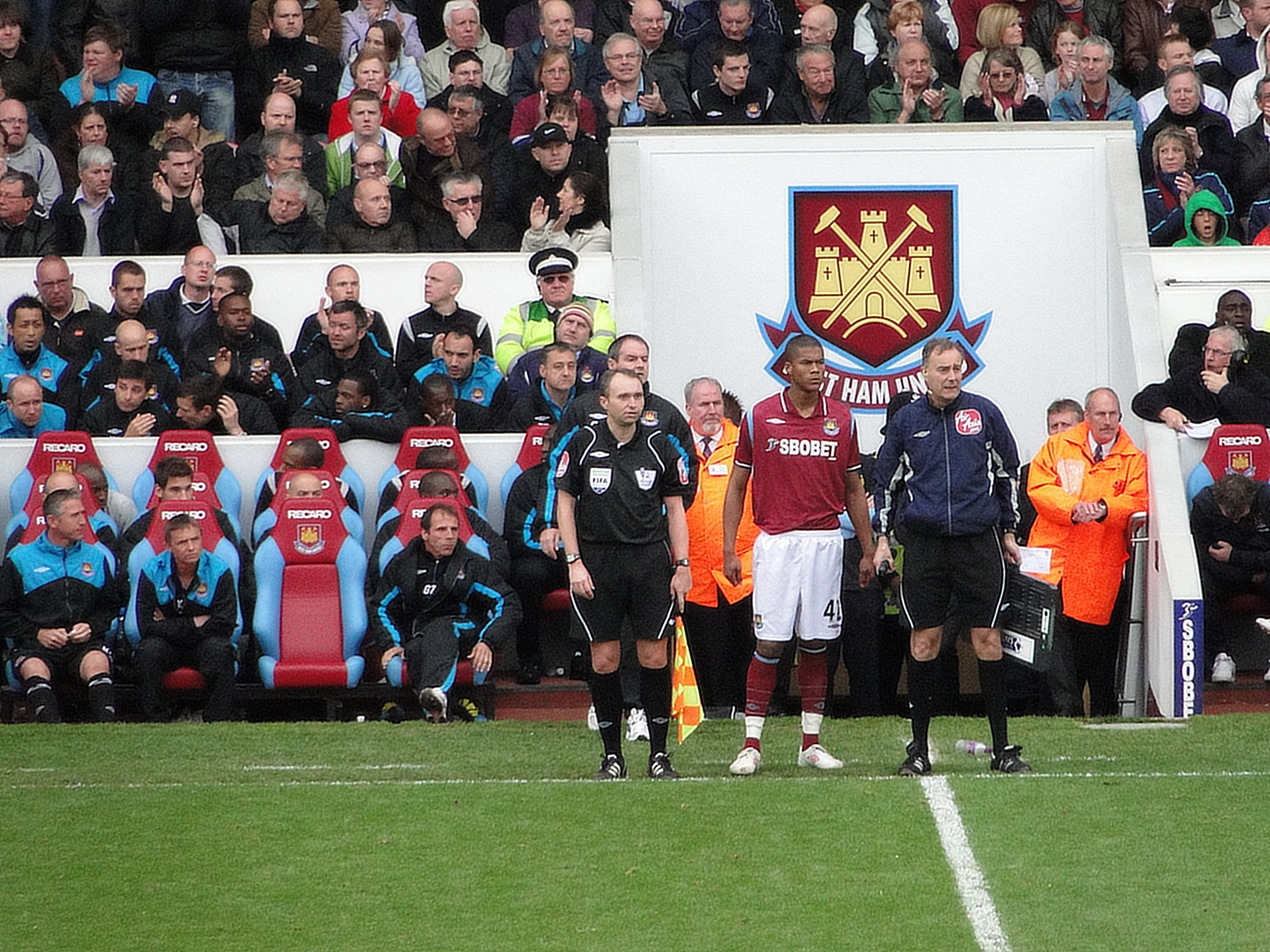
Spence debiutuje w barwach West Hamu United – 2010 rok.

9 maja 2010 roku Spence zadebiutował w dorosłej drużynie Młotów, wszedł na boisko w 86 minucie zmieniając Alessandro Diamantiego. Był to podczas meczu z Manchesterem City (1:1). 15 maja 2011 Spence zagrał mecz z Wiganem, przegrywając to spotkanie 3:2.

## Leyton Orient
Spence został wypożyczony z West Hamu do Leyton Orient i zadebiutował w meczu FA Cup z Bristol City w dniu 25 listopada 2008. Jego debiut w lidze miał miejsce w meczu z Scunthorpe, kiedy to jego drużyna przegrała 2:1.

## Scunthorpe United
17 sierpnia 2009 roku Spence został wypożyczony do Scunthorpe United. 18 sierpnia zadebiutował z Middlesbrough, kiedy to jego drużyna przegrała 2:0. 29 sierpnia jego wypożyczenie zostało przedłużone. Pod koniec grudnia 2009 skończyło się i wrócił do West Hamu.

## Bristol City
W dniu 3 marca 2011 roku Spence został wypożyczony na miesiąc do Bristol City. Zadebiutował w meczu z Coventry City, a jego drużyna wygrała 4:1. 30 marca jego umowa została przedłużona. Po kilku kolejnych próbach wypożyczeń wrócił do West Hamu United.

## Kariera reprezentacyjna
W listopadzie 2005 roku Spence był kapitanem reprezentacji narodowej U-16. Doprowadził on reprezentację Anglii U-17, do finału Turnieju Nordyckiego We wrześniu 2006 rozegrał mecz przeciwko Portugalii. W roku 2007 został powołany na mecze z Serbią, Azerbejdżanem oraz Bośnią i Hercegowiną. Spence zadebiutował w reprezentacji Anglii U-21, w przegranym meczu 1:2 z Islandią.

## Życie prywatne
Od czerwca 2014 jest mężem Naomi Scott, angielskiej aktorki i piosenkarki. Para spotkała się w kościele prowadzonym przez rodziców kobiety i pobrała się po czterech latach.